# Garth Crooks
Garth Anthony Crooks est un footballeur anglais né le 10 mars 1958. Il a joué pour Stoke City, Tottenham Hotspur, Manchester United, West Bromwich Albion et Charlton Athletic,.
Tout au long de sa carrière, il a été un membre actif de la Professional Footballers' Association avant d'en être élu président. À l'issue de sa carrière, il travaille pour de nombreux médias, notamment pour BBC Sport en tant que consultant principal de l'émission Final Score sur BBC One.

## Biographie

### Carrière en club
Crooks est né dans le quartier de Bucknall à Stoke-on-Trent, et est d'origine jamaïcaine. Il a joué dans les équipes de jeunes de Stoke City avant de signer son premier contrat professionnel en mars 1976. Il a fait ses débuts avec l'équipe première en avril à domicile à Coventry City, devenant le premier joueur noir à jouer pour Stoke depuis Roy Brown dans les années 1940. Au cours de la saison 1976-1977, sa première saison complète, il a été le meilleur buteur du club, mais avec seulement six buts. Les problèmes financiers de Stoke entraînent la relégation du club en deuxième division.
De nombreux joueurs noirs subissent  à l'époque des abus racistes de la part des supporters. Crooks ne faisait pas exception, mais il affichait une "arrogance arrogante" pour signifier que cela ne l'affectait guère. En Second Division, il est de nouveau le meilleur buteur du club avec 19 buts marqués en 1977–1978 alors que Stoke ne parvient pas à remonter en First Division. Le manager Alan Durban décide de faire jouer Crooks en tant qu'ailier au début de la saison 1978-1979, une décision que Crooks critique alors ouvertement. Il retrouve son rôle d'attaquant à la fin de la saison. Stoke est promu en First Division en battant Notts County le dernier jour de la saison. La saison suivante, il marque 14 buts alors que Stoke évite facilement la relégation. Cependant, les tensions entre Crooks et Durban ont refait surface, ce qui conduit les Crooks à demander son transfert.
En 1979, il a joué dans un match de charité pour le joueur de West Bromwich Albion Len Cantello, qui faisait s'affronter une équipe de joueurs blancs et une équipe de joueurs noirs.
Il est vendu à Tottenham Hotspur à l'été 1980 pour une somme de 650 000 £. Il forme un duo d'attaque performant avec Steve Archibald. Avec Crooks en tête de file, les Spurs remportent deux fois la Coupe d'Angleterre et la Coupe UEFA en 1984 contre Anderlecht (il n'est pas entré en jeu lors du match retour de la finale). Crooks est souvent crédité comme le premier joueur noir à marquer dans une finale de la FA Cup pour son but égalisateur dans une victoire 3-2 contre Manchester City en 1981 bien que cela ait déjà été réalisé par Bill Perry en 1953 et par Mike Trebilcock en 1966[réf. nécessaire]. Il a ensuite été prêté à Manchester United et a passé plusieurs saisons à West Bromwich Albion et Charlton Athletic, qui tous deux descendent en Second Division pendant le passage de Crooks, avant qu'une blessure au genou ne l'oblige à prendre sa retraite en 1990.

### Carrière internationale
Crooks a fait quatre apparitions avec l'équipe des d'Angleterre des moins de 21 ans avec laquelle il a marqué trois buts.

### Carrière dans les médias
En 1988, Crooks est devenu le premier président noir de la Professional Footballers' Association. Il renonce à ce poste après sa retraite en 1990. Il a d'abord travaillé dans les médias en tant que présentateur invité, le 25 mars 1982, de l'émission Top of the Pops sur BBC1 (avec Peter Powell), puis en tant que consultant lors des Coupes du monde de 1982 et 1990. Il a ensuite travaillé comme envoyé spécial de l'émission Match of the Day au camp d'entraînement de l'Angleterre durant l'Euro 2000 et la Coupe du monde 2002. À la fin des années 1990, Crooks est le présentateur de l'émission de télévision politique Despatch Box. Il apparaît ensuite régulièrement sur Final Score comme un consultant et, à de rares occasions, apparaît toujours dans Match of the Day en remplacement des consultants réguliers Alan Shearer et Danny Murphy. Il a parfois interviewé des joueurs pour Football Focus et nomme également son équipe de Premier League de la semaine chaque semaine sur le site web de la BBC.

## Palmarès
Avec Tottenham Hotspur Football Club, Garth Crooks est vainqueur de la Coupe d'Angleterre en 1981 et 1982. Son équipe remporte la Coupe UEFA 1984 bien qu'il ne participe pas à la finale.

## Distinctions
- Ordre de l'Empire britannique à titre civil

En 1999, il devient officier l'Ordre de l'Empire britannique à l'occasion de l'anniversaire de la Reine pour ses services rendus en matière d'expertise en football.